# Operatörslås
Operatörslås är en elektronisk spärr i en mobiltelefon vilken gör att det endast går att använda nättjänster från en specifik teleoperatör. Med hjälp av en särskild kod kan operatörslåset låsas upp.